# Le Mac Mahon
Pour les articles homonymes, voir MacMahon.
Le cinéma Mac Mahon est une salle de cinéma parisienne située au no 5 de l'avenue Mac-Mahon.

## Histoire

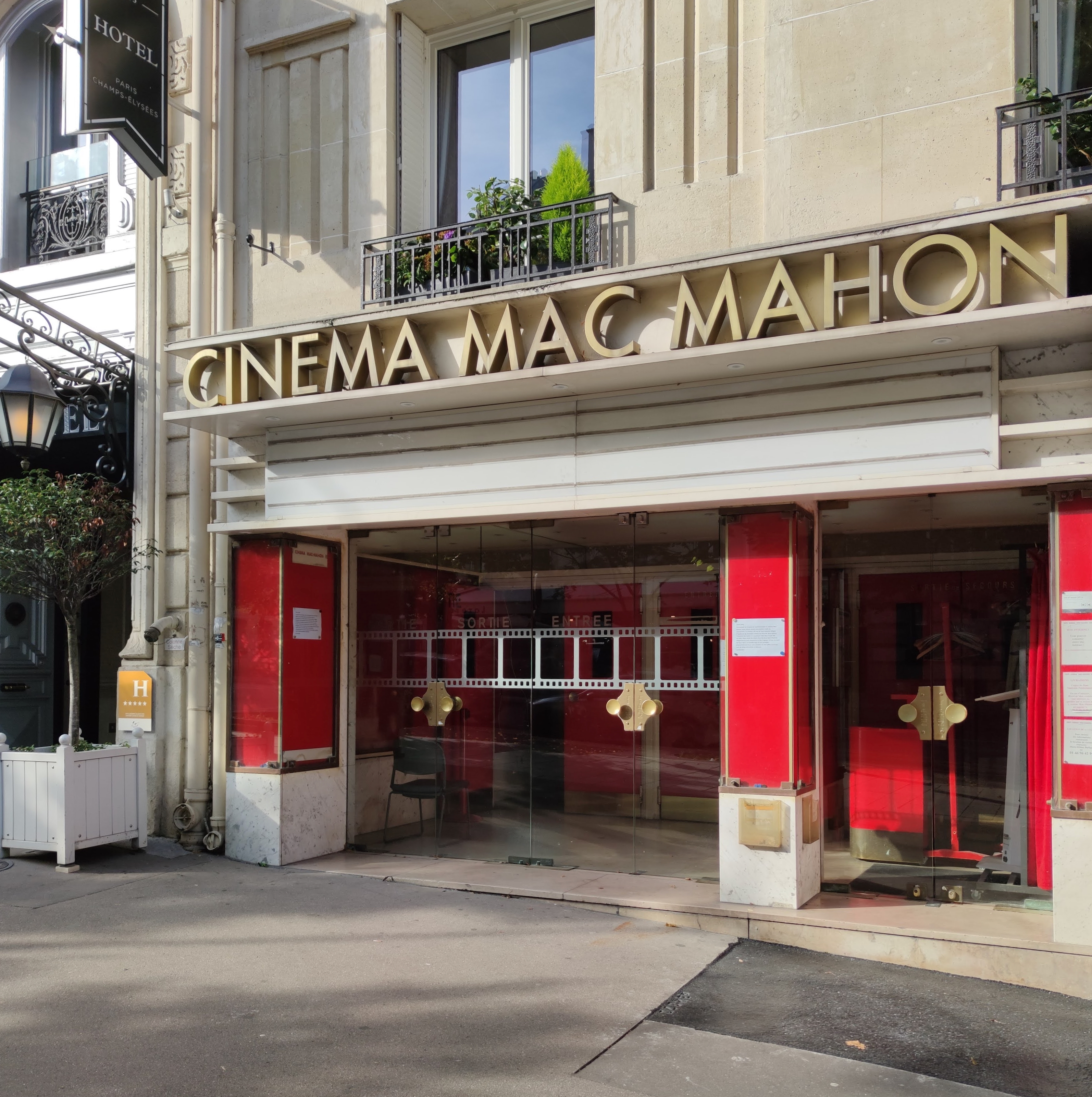
Façade en 2021.

Le Mac Mahon est ouvert en 1938. À la Libération, le cinéma se spécialise dans la diffusion des films américains interdits pendant l'Occupation. Dès lors sa réputation est faite.
Dans les années 1950 se forme la bande cinéphile des « mac-mahoniens » avec notamment Michel Mourlet, Michel Fabre, Pierre Rissient, Jacques Serguine, Bertrand Tavernier, Bernard Martinand, Alfred Eibel, Patrick Brion et Jacques Lourcelles. Le terme de « mac-mahonien » fut inventé par Philippe Bouvard.
Pour eux, la perfection du cinéma était symbolisée par quatre cinéastes « cultes » rassemblés dans un « carré d'as » : Raoul Walsh, Otto Preminger, Joseph Losey et Fritz Lang,. Michel Mourlet signe le manifeste des mac-mahoniens dans les Cahiers du cinéma en août 1959 avec l'article intitulé « Sur un art ignoré »,. Les mac-mahoniens affirment la primauté de la mise en scène sur le scénario. « Tout est dans la mise en scène », écrit Mourlet dans « Sur un art ignoré ».
Un des films emblématiques de cette période, À bout de souffle, est tourné en partie au Mac Mahon par Jean-Luc Godard assisté de Pierre Rissient, le chef de file des mac-mahoniens.
En 1961, Michel Mourlet puis Jacques Lourcelles prennent la direction de la revue Présence du cinéma, qui devient alors le lieu d'expression des idées du mouvement des mac-mahoniens jusqu'en 1966.
En 1983, le cinéaste Pascal Kané fait scandale en représentant dans son film Liberty belle un mac-mahonien en auxiliaire de l'OAS,. Bertrand Tavernier, notamment, a fait justice de cette fiction calomnieuse dans la préface de son livre Amis américains
Durant les années 1960, le cinéma américain continue de faire les beaux jours du Mac Mahon et triomphe avec ses comédies musicales.
En 1987, le Mac Mahon est repris par Axel Brücker qui dirige la salle pendant vingt ans et en fait un lieu de festivals et de présentation de films en avant-premières. Brücker relance la société Mac-Mahon Distribution qui se spécialise dans la réédition en France des films du patrimoine, des plus célèbres comédies musicales, comme Gigi, Un Américain à Paris ou La Veuve joyeuse… ainsi que des grands films américains, comme Ben-Hur.
Le cinéma est repris en 2000 par le groupe Bolloré,, qui y fait d'importants travaux de rénovation. Une régie de télévision et une scène de théâtre sur vérins y sont notamment installées en 2005. Une trentaine de pièces de théâtre sont retransmises en direct sur la chaîne Direct 8 dans le cadre de l'émission Théâtre en direct. Depuis son rachat par Bolloré, le Mac-Mahon se partage entre la programmation des grands films du répertoire, notamment de classiques américains, puis français, en maintenant la programmation « art et essai », et l'organisation, en semaine, d'avant-premières, de rencontres et de débats.